# Jean Domat

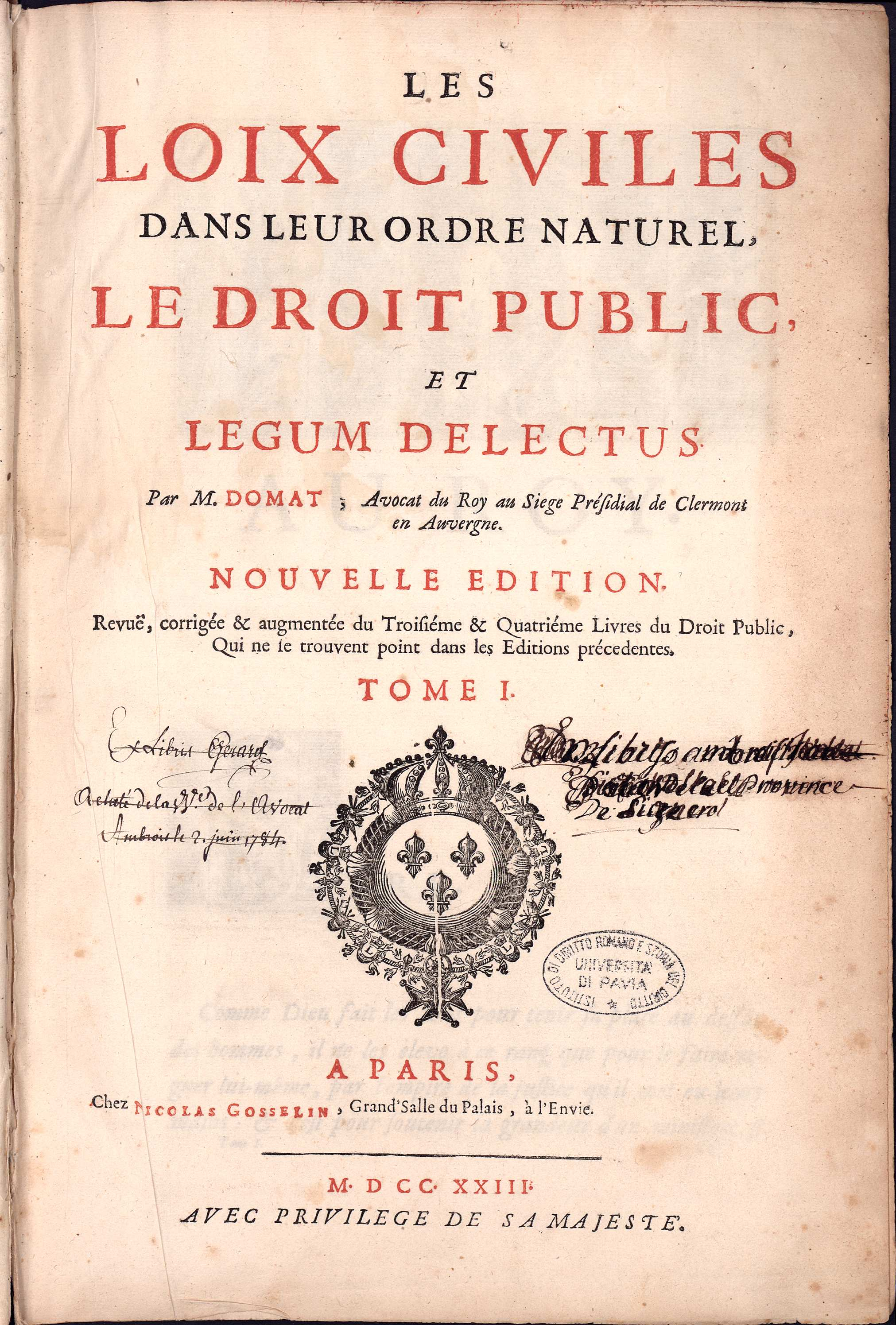
První díl Domatových spisů (vydání z roku 1723)

Jean Domat (též Daumat) (30. listopadu 1625 – 14. března 1696) byl francouzský právník a jeden z nejvýznamnějších právních teoretiků své doby.
Je znám zejména díky třísvazkovému spisu Lois civiles dans leur ordre naturel (1689). Čtvrtý svazek vyšel samostatně po autorově smrti pod názvem Le Droit public (1697).
Domatovo dílo vychází z teologické koncepce přirozeného práva; sám autor choval sympatie k jansenismu. Učil že člověk je stvořen Bohem a pro Boha (L’homme est fait par Dieu et pour Dieu). Je též autorem pozoruhodné koncepce o vzájemné interakci přirozeného a pozitivního práva: Protože přirozené (věčné) právo zahrnuje dvojice principů, které spolu mohou být v konfliktu, je úkolem práva pozitivního oba principy nějakým rozumným způsobem omezit, aby oba dva mohly být aplikovány.
Domatovo dílo bylo významným inspiračním zdrojem Napoleonova občanského zákoníku (1804).